# Gantiadi
Gantiadi (en georgiano: განთიადი; en armenio: Գանթիադ, romanizado: Gantiad) o Tsandripsh (en abjasio: Цандрыԥшь, romanizado: Tsandrypsh; en ruso: Цандрыпш) es un asentamiento de tipo urbano que pertenece a la parcialmente reconocida República de Abjasia, parte del distrito de Gagra, aunque de iure pertenece al municipio de Gagra de la República Autónoma de Abjasia de Georgia.

## Toponimia
Antiguamente Gantiadi se conocía como Sauchi (en ruso: Саучи). Luego, como otros pueblos de la zona, hasta 1944 se llamó Yermólov (atribuido por algunos autores como homenaje a Alekséi Yermólov). Desde 1944 hasta 1991, el pueblo se conoció como Gantiadi (en georgiano: განთიადი, lit. 'atardecer'; en ruso: Гантиади). Tras la guerra en Abjasia, Gantiadi fue renombrada por las autoridades abjasias como Tsandripsh, pero el nombre Gantiadi todavía se usa de manera informal entre los abjasios y ampliamente en otros idiomas. El nombre Tsandripsh deriva de la familia de príncipes Tsanba.

## Geografía
Se encuentra a una altitud de 40 m.s.n.m y está situado a 10 km al noroeste de Gagra. Limita con los municipios de Mejadiri y Jashupse en el norte y noreste, respectivamente; por el este está Jeivani y al sureste limita con Jolodnaya Rechka. Está a 5 km de la frontera entre Rusia y Abjasia. 

### Clima
Gantiadi es un resort climática costera gracias a su clima subtropical húmedo. Tiene inviernos suaves y sin nieve (temperatura media de enero de 5,6 °C) y veranos extremadamente cálidos (temperatura media de agosto de 21,8 °C). Las precipitaciones anuales son de 1550 mm y tiene 2100 horas de sol al año. La temperatura del agua en verano es de 22-25 °C.

## Historia
Gantiadi fue la capital histórica del principado de Saniga antes del siglo VI.
Luego se convirtió en la capital de Sadzin o Abjasia menor dentro del principado de Abjasia.
Desde 1915, refugiados armenios del Imperio otomano llegaron a Yermolov y sus alrededores huyendo del genocidio armenio y aún constituyen una gran parte de la población local. En 1917, se encontraron hachas de bronce en el pueblo que datan de los siglos XIII-XIV a. C. 
Hasta los años 20 del siglo XX, la zona a lo largo del río Bagrifsta y el río Psou formaba parte de la región de Sochi. En 1929, después de una larga disputa, este territorio fue entregado a la RASS de Abjasia como parte de la República Socialista Soviética de Georgia.
El cambio de nombre en 1944 a Gantiadi provocó resentimiento entre la población abjasia y se convirtió en parte de una denuncia oficial contra la dominación georgiana enviada al Congreso del PCUS en 1988. Después de la Segunda Guerra Mundial, el pueblo experimentó la construcción de viviendas modernas y empresas industriales para el procesamiento de tabaco, enlatado, grava de una cantera cercana y procesamiento de vino. Además, en esta sede tipo ciudad se establecieron tres escuelas secundarias y dos internados. A partir de la década de 1950, el turismo creció en importancia y Gantiadi se transformó en un lugar de vacaciones para los ciudadanos soviéticos. En 1966 se le concedió el estatus de selsovet.

## Demografía
La evolución demográfica de Gantiadi entre 1959 y 2019 fue la siguiente:
| 5281                                                | 7206 | 6990 | 7458 | 4387 | 5179 | 5096 | 5069 | 5038 | 5010 | 4989 |
| (Fuente: Population of Abkhazia since Soviet times) |      |      |      |      |      |      |      |      |      |      |

La población ha sufrido un descenso muy importante de la población por la guerra ya que ha perdido al 55% de los habitantes, la mayoría de los cuales eran georgianos. Actualmente la mayoría de la población son abjasios, con minorías importantes de armenios y rusos; en el pasado los grupos étnicos más importantes eran georgianos y abjasios, con una minoría armenia. Según el censo de 1959, la mayoría de la población local eran armenios y rusos.
|              | 1979      | 1979       | 2011      | 2011       |
| Grupo étnico | Población | Porcentaje | Población | Porcentaje |
| ------------ | --------- | ---------- | --------- | ---------- |
| Georgianos   | 1307      | 18,7%      | 49        | 0,9%       |
| Abjasios     | 87        | 1,2%       | 1013      | 19,6%      |
| Rusos        | 2053      | 29,4%      | 952       | 18,4%      |
| Ucranianos   | 205       | 2,9%       | 64        | 1,2%       |
| Armenios     | 2993      | 42,8%      | 2888      | 55,9%      |
| Griegos      | 157       | 2,2%       | 35        | 0,7%       |
| Total        | 6990      | 100%       | 5170      | 100%       |

## Infraestructura

### Arquitectura y monumentos
En el pueblo se puede encontrar las ruinas de la iglesia de Gantiadi, un templo con origen en los siglo VII y VIII que fue parcialmente destruido por los otomanos en 1576. Además el pueblo cuenta con unos pequeños acantilados de piedra blanca y una agradable playa de grava.

### Transporte
Por Gantiadi pasa la carretera principal y la línea de ferrocarril que conecta Rusia con Sujumi.

## Personas ilustres
- Nikolai Litvinenko (1913-1943): soldado soviético que fue galardonado como Héroe de la Unión Soviética.

## Galería

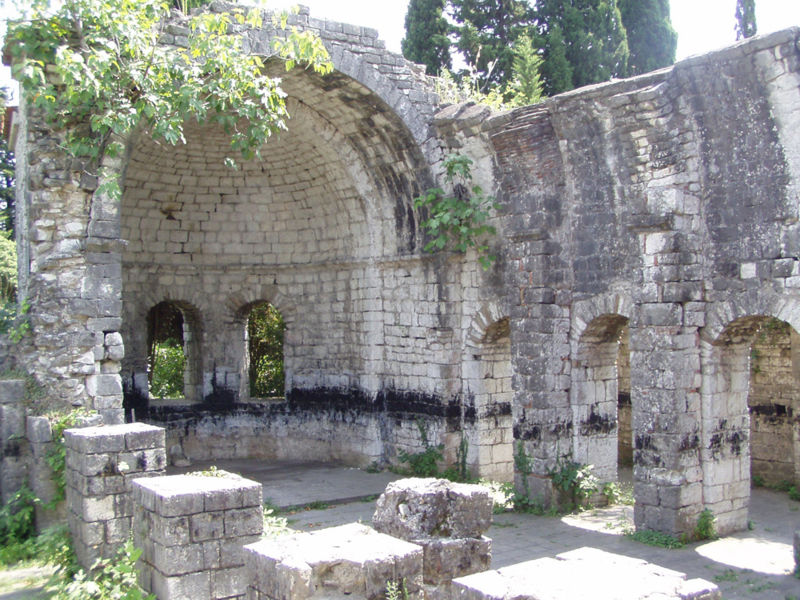
Iglesia de Gantiadi
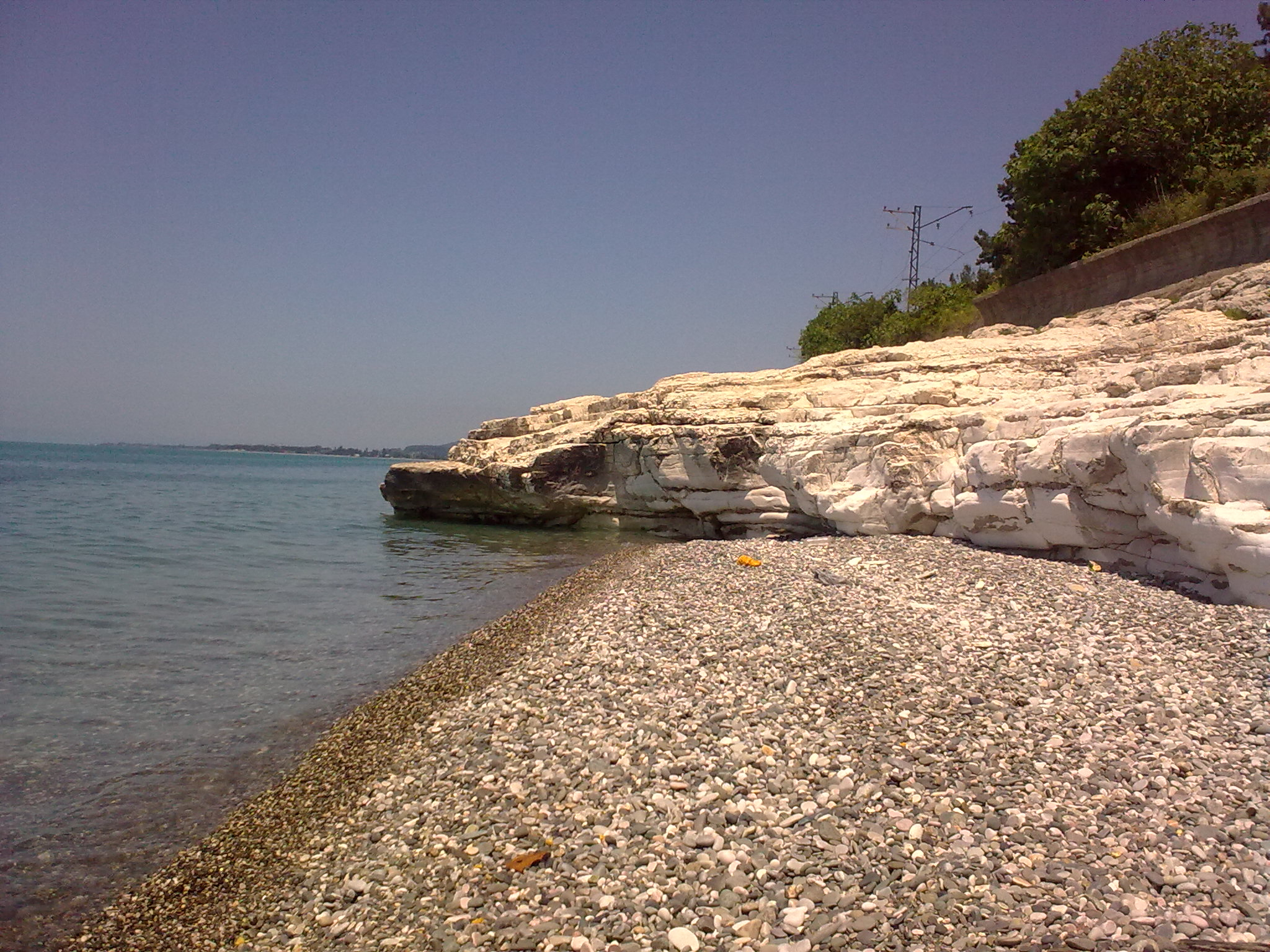
Playa y acantilados blancos de Gantiadi